# Advokatkontoret Fabritius Tengnagel & Heine
Advokatkontoret Fabritius Tengnagel & Heine er en advokatvirksomhed i København.

## Advokatkontorets historie
Firmaets historie startede tilbage i 1865 og er dermed et af Danmarks ældste advokatfirmaer. I 1865 valgte højesteretssagfører
Peter Frederik Engelbreth Casse  (1837-1920) at grundlægge sin sagførervirksomhed i København i Store Kongensgade 67C.
P.F.E. Casse var søn af en af datidens største juridiske begavelser, justitiarius i Landsover- samt Hof- og Stadsretten og senere justitsminister, dr.jur. A.L. Casse. I årene 1862-65, da P.F.E. Casse blev færdig som fuldmægtig hos højesteretssagfører Arthur Hindenburg, startede han sin egen sagførervirksomhed og fortsatte med at agerer som prøveprokurator ved Landsover- samt Hof- og Stadsretten (1866) og senere som prokurator ved samtlige Over- og Underretter i Danmark.
P.F.E Casse drev således advokatkontoret frem til sin død i 1920, men inden sin død havde han taget sin svigersøn Jon Haraldsen Krabbe (1874-1964) som partner i virksomheden. 
Kommitteret Jon Haraldsen Krabbe var meget aktiv i politik og fik derfor diverse politiske poster. Jon Krabbe afsluttede sin embedseksamen som cand.jur. i 1896 samt en eksamen som cand.polit. i 1898 og blev ansat som assistent i Ministeriet for Island, hvor han samtidig blev bestyrer i perioden 1909-20. Jon Krabbe interesse for Island var stor. Han blev udnævnt som kommitteret i Udenrigsministeriet i sager vedrørende Island. Denne post bevarede han fra 1918 til 1940. Ud over ovennævnte poster fik han tilegnet sig hverv som legationssekretær i Islands gesandtskab (1920-53), chargé d'affaires for Island (1924-26 og 1940-45) og Islands repræsentant i de skandinaviske familieretskommissioner (1929-34).
Jon Krabbe blev udnævnt til overretssagfører (1903) og stiftede endvidere firmaet A/S Investor i 1928, hvori han var bestyrelsesformand frem til 1949. Jon Krabbe er forfatter til Erindringer fra en lang Embedsvirksomhed (1959).
Jon Krabbe afgik ved døden i 1964. I 1915 havde Jon Krabbe indgået kompagniskab med Kai Anger Haack (1887-1973). Kai Haack blev cand.jur i 1911 og efter endt fuldmægtigtid overretssagfører i 1915. Kai Haack praktiserede som sagfører fra sin udnævnelse til sin død.
Inden Jon Krabbe og Kai Haacks død var Conrad A. Fabritius de Tengnagel (1920-2000) begyndt som advokatfuldmægtig i virksomheden. Conrad Fabritius de Tengnagel blev efter sin juridiske kandidatafslutning i 1945 ansat som sekretær i Justitsministeriet fra 1945 til 1947. Efterfølgende valgte C.F. Tengnagel nye udfordringer i form af stillingen som advokatfuldmægtig hos Jon Krabbe.
C.F. Tengnagel blev landsretssagfører i 1952 og fik møderet for Højesteret. 1945-65 underviste C.F. Tengnagel som manuduktør ved Københavns Universitet. I 1955 ansatte advokatkontoret en ny advokatfuldmægtig, Birthe Colberg-Hansen. Hun fortsatte som advokat og kompagnon i firmaet efter endt fuldmægtigtid og kort efter ansættelsen indgik hun ægteskab med C.F. Tengnagel. I en lang årrække blev advokatkontoret drevet i fællesskab mellem Jon Krabbe, Kai Haack, C.F. Tengnagel og B.F. Tengnagel.
Da Jon Krabbe døde i 1964, valgte Kai Haack, C.F. Tengnagel og B.F. Tengnagel at fortsætte driften af firmaet frem til Kai Haacks død i 1973. i 1974 døde B.F. Tengnagel, og C.F. Tengnagel stod nu alene med driften af advokatkontoret. Han besluttede sig for at ansætte advokatfuldmægtig Niels Ulrik Heine og efter N.U. Heines endte fuldmægtigtid indtrådte han som partner på advokatkontoret i 1980 og fik følgeskab af Conrad A. Fabritius de Tengnagel (C.F. Tengnagels søn).
I 1990 trak C.F. Tengnagel sig tilbage, men fortsatte i de følgende år og indtil sin død i en del bestyrelser. Advokatfirmaet har siden 1990 været drevet af C.A. Fabritius Tengnagel og Niels Ulrik Heine. Der har i årene været ansat og uddannet en række advokatfuldmægtige på kontoret.
Thomas Bøgelund Norvold blev ansat i 2006 og Søren Locher i 2007. Begge fik advokatbestalling i foråret 2008 og indtrådte som partnere i Advokatkontoret Fabritius Tengnagel & Heine den 1. januar 2011.